# RICO Kötszerművek
A RICO Kötszerművek  gyárat 1908-ban egy csehországi vattagyár, a Richter & Co. alapította (innen származik a gyár RICO neve) budapesti leányvállalataként. 1919-től, mint állami vállalat, az akkori Népjóléti Minisztérium hatáskörébe tartozott és 1948-ig mint Országos Egészségügyi Anyagraktár – RICO Magyar Kötszerművek Rt. néven üzemelt. 1950-től RICO Kötszerművek néven folytatta tevékenységét. Mint az ország egyetlen kötszergyára, fő feladata: vattával, kötszerrel, sebvarró anyagokkal, különböző szerelékekkel ellátni az ország lakosságát, kórházakat, rendelőintézeteket.
Az államosítás (1949) után – több évig tartó profiltisztítással – alakult ki az 1950-es években akkor korszerűnek számító termékprofilja és gyártási kultúrája. Az 1960-as évek végére a hagyományosnak számító termékek folyamatosan emelkedő termelése mellett meghonosították a korábban csak importból beszerezhető vérterápiás műanyag szerelékek gyártását is. Gyártottak sebvarrófonalakat, mentőládás felszereléseket, egészségügyi betéteket, tamponokat is. 1961-ben kifejlesztették a szövött poliészter anyagból készült érprotéziseket, amit az 1980-as évekig gyártottak.
A növekvő igények és azok magasabb színvonalú kielégítése szükségessé tette a termelés növelését és a géppark, a technológia és a termékek folyamatos korszerűsítését. Ennek érdekében a RICO 1970-ben Hajdúböszörményben új üzemet létesített. Ez a gyár 1979-ben már a teljes vállalati termelésnek több mint a felét adta. A vidéki iparfejlesztéssel párhuzamosan jelentős rekonstrukciót hajtottak végre a budapesti üzemben is. A fejlesztés eredményeként lehetővé vált a belföldi igények kielégítésén túlmenően jelentős export tevékenység is.

## Privatizáció
A RICO Kötszerművekből alakult részvénytársaságot 1997. június 11-én az egészségügyi és gyógyászati termékeket gyártó és forgalmazó, 1818-ban alapított német Paul Hartmann AG cégcsoport vásárolta meg és ettől kezdve a magyarországi cég a HARTMANN-RICO Hungária Kereskedelmi Kft. néven folytatja tevékenységét. A RICO korábbi tevékenységét a MAKÖT Rt. folytatja a RICO hajdúböszörményi telepén, ahová a budapesti gyár berendezéseit is áttelepítették. A HARTMANN-RICO Hungária Kft. a MAKÖT, illetőleg a Hartmann vállalatcsoport importált termékeit is forgalmazza.

## Jegyzet
1. ↑  Érprotézisek előállítására az 1950-es évek közepén kezdődtek kísérletek az Egyesült Államokban, a Szovjetunióban, Csehszlovákiában, Kínában. Magyarországon először a Kötszövőipari Mintázó Üzem munkatársai, Lerch György és Mazán Kálmán kísérleteztek ezzel, de sikertelenül. A sikeres hazai gyártású érprotézis kifejlesztésének technikai szakértője egy kutatócsoport tagjaként Karmos Viktor, a Habselyem Kötöttárugyár akkori főmérnöke volt.